# Zymonema dermatitidis
Zymonema dermatitidis (Gilchrist & W.R. Stokes) C.W. Dodge – gatunek grzyba z typu workowcow (Ascomycota). Grzyb chorobotwórczy.

## Systematyka i nazewnictwo
Pozycja w klasyfikacji według Index Fungorum: Incertae sedis, Incertae sedis, Incertae sedis, Incertae sedis, Pezizomycotina, Ascomycota, Fungi.
Po raz pierwszy, w 1898 roku, takson ten zdiagnozowali T. Caspar Gilchrist i W.R. Stoke, nadając mu nazwę Blastomyces dermatitidis (bazonim, dominującą w piśmiennictwie). Obecną, uznaną przez Index Fungorum, nazwę nadał mu Carroll William Dodge w roku 1935.
Istnieje około 30 synonimów. Niektóre z nich to:
- Blastomyces dermatitidis Gilchrist & W.R. Stokes 1898
- Blastomycoides tulanensis Castell. 1928

## Charakterystyka
Zymonema dermatitidis jest grzybem dymorficznym. Znana jest tylko w postaci anamorfy. Sekwencja jej nukleotydów wykazuje 99% wspólnych cech z Ajellomyces dermatitidis, co wskazywałoby, że jest ona teleomorfą tego gatunku. A. dermatitidis tworzy strzępki z owocnikami w postaci płciowej w określonych warunkach środowiskowych.

## Występowanie i siedlisko
Występuje endemicznie w północno-zachodnim Ontario, Manitobie, w dolinach rzek Ohio i Mississippi. Grzyb występuje również endemicznie w niektórych częściach Afryki. Jest czynnikiem wywołującym blastomykozę.
Zymonema dermatitidis, podobnie jak inne grzyby dymorficzne, rozwija się w glebie lub na podobnym podłożu środowiskowym w formie strzępkowej. W temperaturze 25 °C grzybnia rośnie w postaci puszystej białej pleśni, natomiast w temperaturze 37 °C jako forma drożdżopodobna w postaci brązowej fałdowanej masy. Rozmnaża się bezpłciowo, tworząc małe konidia o średnicy 2–10 µm. W zainfekowanych komórkach jest dostrzegany jako pączkujące komórki drożdży, stosunkowo duże (średnica od 8 do 10 mikrometrów).

## Zakażenie
Zakażenie następuje najczęściej przez wdychanie zarodników, które wnikając do pęcherzyków płucnych oraz będąc fagocytowana przez makrofagi zaczynają proces wewnątrzkomórkowego wzrostu i replikacji. B. dermatitidis jest zdolny do przetrwania wewnątrzkomórkowego, przejścia fazowego i replikacji w makrofagach pęcherzykowych.